# Cathlacumup
Cathlacumup, jedno od plemena porodice chinookan sa zapadne obale ušća rijeke Willamette, pritoke Columbije u Oregonu, a teritorij im se protezao sve do Deer Islanda. Prvi ih spominju Lewis i Clark, koji im procjenjuju broj na 450 (1806). Lane, superintendant za indijanske poslove u Oregonu izvještava da su 1850. pomiješani s plemenima Namoit i Katlaminimim, te su igubili identitet. Pripadali su široj skupini Multnomah.
Ostali nazivi: Cathlakamaps (Drake), Wacamuc (po glavnom selu), Wa-come-app (Ross); Wakamass, Cathlahcumups, Wakamucks (Lane), Willamette Indijanci.